# Казаков, Алексей Олегович
Алексе́й Оле́гович Казако́в (укр. Олексій Олегович Казаков; 22 февраля 1990, Мариуполь, УССР, СССР) — украинский футболист, вратарь.

## Биография

### Клубная карьера
Казаков не заканчивал спортивных школ, поэтому его называют футбольным самородком. Начал заниматься футболом в 7 лет, в посёлке Решетиловка, в которую он переехал из Мариуполя. Вначале играл в детской команде, а затем со старшим составом. Выступал в чемпионате Полтавской области за «Решетиловку», позже за «Карловку». Также играл за команду «Гоголево» на Шишацком кубке.
Позже Казаков поступил в Полтавский национальный педагогический университет имени В. Г. Короленко, где Алексей одновременно учился на учителя физкультуры и тренировался под руководством Олега Николаевича Кривенко. Именно Кривенко посоветовал тренерам полтавской «Ворсклы», взять его в стан команды. Вначале он около года стажировался в «Ворскле», но сразу попасть в дубль клуба ему помешала травма пальца, которую Алексей получил на сборах в Алуште.
Зимой 2010 года подписал контракт с «Ворсклой». В команде взял 51 номер. 27 февраля 2010 дебютировал в молодёжном чемпионате Украины в выездном матче против донецкого «Шахтёра» (2:3), Казаков впервые попал в заявку на игру, на 60 минуте был удалён Олег Чуваев за фол последней надежды и был назначен пенальти в ворота «Ворсклы». В итоге Казаков на 61 минуте отразил пенальти, который пробил Владислав Насибулин, а «Ворскла» после забив два мяча одержала победу. Николай Павлов назвал отражённый пенальти — подвигом. Также по ходу сезона Алексей ещё дважды отражал одиннадцатиметровый удар. Всего в сезоне 2009/10 Казаков сыграл 13 матчей в молодёжном первенстве.
В октябре 2010 года вместе с основной командой «Ворсклы» поехал на краткосрочный сбор в Ялту. 9 октября 2010 года сыграл в товарищеском матче против «Севастополя» (3:0), Казаков вышел на 60 минуте вместо Сергея Долганского. В сезоне 2010/11 Казаков стал основным вратарём команды и сыграл в молодёжном первенстве 23 игры.
Летом 2011 года впервые поехал на полноценный сбор вместе с основной командой «Ворсклы» в Крым. В сентябре и октября 2011 года ездил на краткосрочные сборы с клубом в Ялту. В выездном матче 1/16 финала Кубка Украины против «Николаева» (0:2), Казаков попал в заявку на игру, но остался на скамье запасных. На зимних сборах в 2012 году в Ялте и Турции Казаков вновь тренировался с основной командой «Ворсклы». В матчах за молодёжную команду Казаков играл в качестве капитана. Именно на сборах в Турции Николай Павлов начал наигрывать Казакова в основной команде.
4 марта 2012 года дебютировал в Премьер-лиге Украины в домашнем матче против криворожского «Кривбасса» (2:1), Казаков отыграл весь поединок, на 89 минуте Сергей Самодин забил гол в ворота Алексея. Его дебют состоялся из-за того, что основной вратарь команды Сергей Долганский был травмирован и главный тренер Николай Павлом решил доверить место в воротах молодому вратарю. После матча Павлов сказал, что обсудит с президентом клуба увеличение зарплаты Казакова и подписание нового долгосрочного контракта. Следующий матч провёл 10 марта 2012 года против днепропетровского «Днепра» (1:1), Казаков на 50 минуте пропустил первый гол в игре от Сергея Кравченко.
30 августа 2013 года в матче молодёжных составов Говерла — Ворскла (1:2) на последних минутах вышел на замену вместо
полузащитника Василаке, который получил повреждение.

### Карьера в сборной
Вызывался в молодёжную сборную Украины до 20 лет. В расположении команды провёл 3 дня. Казаков мог поехать в составе студенческой сборной Украины на Летнюю Универсиаду 2011, но из-за того, что документы вовремя не были подготовлены он не поехал на турнир.

## Личная жизнь
Холост. Кроме него в семье есть ещё сестра.